# Édouard Levé

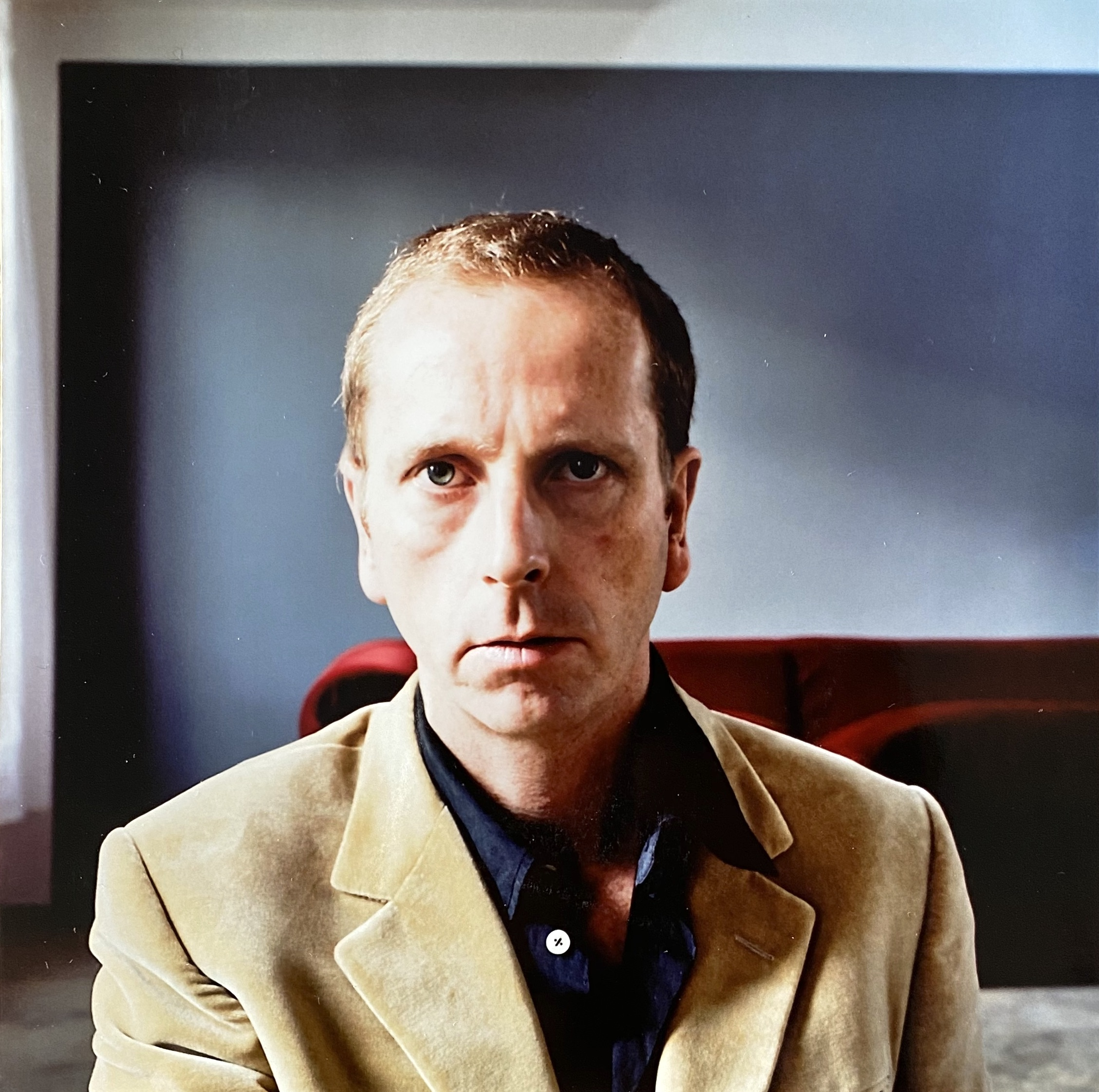
Édouard Levé

Édouard Levé (* 1. Januar 1965 in Neuilly-sur-Seine; † 15. Oktober 2007 in Paris) war ein französischer Schriftsteller, Künstler und Fotograf.

## Leben
Levé studierte am École supérieure des sciences économiques et commerciales. Nach dem Studium begann er 1991 mit der Malerei. Eine Reise nach Indien im Jahr 1995 beeinflusste ihn deutlich, woraufhin er die Malerei aufgab, sich der Fotografie zuwendete und fast alle seine abstrakten Kunstwerke verbrannte. Levés erste Fotoserie erschien 1999 unter dem Titel Homonymes.
Levés erstes schriftstellerisches Werk Œuvres erschien 2002 in Frankreich. Bis zu seinem Tod im Jahre 2007 erschienen in Frankreich insgesamt vier Prosa- und mehrere Fotobände. Levé starb am 15. Oktober 2007 durch Suizid, zehn Tage nachdem er das Manuskript des Buches Selbstmord an seinen Verleger übergeben hatte. Bis Januar 2014 wurden zwei seiner Prosabände ins Deutsche übersetzt.

## Werke auf Deutsch
- Selbstmord. Deutsch von Claudia Hamm. Matthes & Seitz, Berlin 2012. ISBN 978-3-88221-591-5.
- Autoportrait. Deutsch von Claudia Hamm. Matthes & Seitz, Berlin 2013, ISBN 978-3-88221-068-2.